# Carlos Alberto García
Carlos Alberto García (Buenos Aires, 14 de diciembre de 1981), también conocido como Charly García, es un exnadador y waterpolista argentino, desde 2020 es el segundo entrenador, analista táctico y entrenador de porteros del equipo absoluto de waterpolo en el Club Natació Atlètic Barceloneta. Creador y responsable del Departamento de datos y análisis de deportistas del club, es uno de los referentes de este deporte por su pasión y dedicación en la investigación y desarrollo de jovenes deportistas.

## Clubes

### Como jugador
- Club Atlético 3 de Febrero (  Argentina) (1994-99) (2002-04)
- Club Atlético River Plate (  Argentina) (2004-06) (2016-17)
- Club Ingeniero Luis Huergo (  Patagonia argentina) (2009-11)

### Como entrenador
- Club Ingeniero Luis Huergo Fem.  (  Patagonia argentina) (2009-11)
- Asociación Atlética Argentinos Juniors (  Argentina) (2012-17)
- Club Waterpolo Motril[2] (  España) (2018-19)
- Club Natació Atlètic Barceloneta (  España) (2020-act.)

## Títulos

### Como deportista
- Campeón Argentino (Buenos Aires, Argentina) (1998)
- Subcampeón Sudamericano (Erechim, Brasil) (1999)
- Bronce Panamericano[3] (Olinda, Brasil) (2008)
- 15º Copa del Mundo ILS (Berlin, Alemania) (2008)
- 3 Ligas Patagónicas[4] (Patagonia argentina) (2009, 10, 11)

### Como entrenador
- 5 Ligas españolas  (2020-21, 2021-22, 2022-23, 2023-24, 2024-25)
- 5 Copas del Rey (2021, 22, 23, 24, 25)
- 4 Supercopas de España (2021, 22, 23, 24, 25)
- 5 Copas Catalanas (2021, 22, 23, 24, 25)
- 5.º lugar en la Liga de Campeones LEN de waterpolo masculino (2022)
- 2 Medallas de bronce en la Liga de Campeones LEN de waterpolo masculino (2023)(2025)